# Ranitomeya
Az Ranitomeya a kétéltűek (Amphibia) osztályának békák (Anura) rendjébe, a nyílméregbéka-félék (Dendrobatidae) családjába, azon belül a Dendrobatinae alcsaládba tartozó nem.

## Előfordulásuk
A nembe tartozó fajok az Andok lejtőin Kolumbiában, Ecuadorban, Peruban, valamint az Amazonas-medencében Ecuadorban, Peruban és Brazíliában honosak.

## Taxonómiai helyzete
2006-ban Grant és munkatársai felülvizsgálták a nyílméregbéka-félék taxonómiai helyzetét, és számos, korábban a Dendrobates, a Minyobates és a Phyllobates nembe tartozó fajt a Ranitomeya nembe soroltak. 2011-ben Brown és munkatársai, más kutatók javaslatai alapján, akik két külön klád létezését feltételezték a Ranitomeya nemen belül, létrehozták az Andinobates nemet, melybe a Ranitomeya 12 faját helyezték át.

## Rendszerezés
A nembe az alábbi fajok tartoznaK:
- Ranitomeya amazonica (Schulte, 1999)
- Ranitomeya benedicta Brown, Twomey, Pepper, & Sanchez-Rodriguez, 2008
- Ranitomeya cyanovittata Pérez-Peña, Chávez, Twomey, & Brown, 2010
- Ranitomeya defleri Twomey & Brown, 2009
- Ranitomeya fantastica (Boulenger, 1884)
- Ranitomeya flavovittata (Schulte, 1999)
- Ranitomeya imitator (Schulte, 1986)
- Ranitomeya reticulata (Boulenger, 1884)
- Ranitomeya sirensis (Aichinger, 1991)
- Ranitomeya summersi Brown, Twomey, Pepper, & Sanchez-Rodriguez, 2008
- Ranitomeya toraro Brown, Caldwell, Twomey, Melo-Sampaio, & Souza, 2011
- Ranitomeya uakarii (Brown, Schulte, & Summers, 2006)
- Ranitomeya vanzolinii (Myers, 1982)
- Ranitomeya variabilis (Zimmermann & Zimmermann, 1988)
- Ranitomeya ventrimaculata (Shreve, 1935)
- Ranitomeya yavaricola Pérez-Peña, Chávez, Twomey, & Brown, 2010